# Dopolavoro Aziendale Vittorio Necchi 1941-1942
Questa voce raccoglie le informazioni riguardanti il Gruppo Sportivo Dopolavoro Aziendale Vittorio Necchi nelle competizioni ufficiali della stagione 1941-1942.

## Stagione
La squadra del Dopolavoro Aziendale "Vittorio Necchi"  di Pavia, aveva preso parte alla Prima Divisione 1939-1940, mettendo in mostra alcuni bravi giovani, quello che ha fatto meglio di tutti è stato lo "stradellino" Goffredo Colombi che ha giocato in Serie A con Spal e Novara. Per la Vittorio Necchi ancora più soddisfacente la stagione 1940-1941 sempre in Prima Divisione, con la conseguente ammissione alla Serie C 1941-1942, inserita nel girone B, vinto dalla Cremonese con 49 punti, La Vittorio Necchi con solo 12 punti è arrivata ultima, penultima l'altra squadra pavese, la Pavese Luigi Belli, con la quale al termine della stagione nell'estate del 1942 si è fusa, facendo rinascere le maglie azzurre del vecchio Pavia, che potrà così riprendere l'attività calcistica dopo sette anni dalla prossima stagione. Con Angelo Bocchi nel doppio ruolo di giocatore e allenatore, Augusto Ravetta è stato il miglior marcatore del torneo della "Vittorio Necchi" con 5 reti. Il 4 gennaio ed il 17 maggio 1942 si sono disputati i due derby stracittadini, eventi unici per la città pavese. Altro risultato da mettere in cornice in un'annata avara di soddisfazioni è la rotonda vittoria (4-1) sul Verona di Karl Stürmer allo Stadium Pavese l'11 gennaio 1942.

## Rosa
| N. |                   | Ruolo | Calciatore          |
| -- | ----------------- | ----- | ------------------- |
|    | Italia (bandiera) | C     | Silvio Barbaglia    |
|    | Italia (bandiera) | C     | Guido Bellei        |
|    | Italia (bandiera) | A     | Achille Bellinzona  |
|    | Italia (bandiera) | C     | Dante Bianchi       |
|    | Italia (bandiera) | D     | Angelo Bocchi       |
|    | Italia (bandiera) | C     | Aldo Buratti        |
|    | Italia (bandiera) | A     | Pietro Camisaschi   |
|    | Italia (bandiera) | P     | Franco Ceggi        |
|    | Italia (bandiera) | A     | Achille Cornalba    |
|    | Italia (bandiera) | A     | E. Del Bo           |
|    | Italia (bandiera) | A     | Amerigo Gallesi     |
|    | Italia (bandiera) | A     | Marino Gariboldi    |
|    | Italia (bandiera) | A     | Giuseppe Lanfranchi |
|    | Italia (bandiera) | D     | Angelo Lauri I      |
|    | Italia (bandiera) | A     | Franco Lauri II     |
|    | Italia (bandiera) | C     | Mino Mangiarotti    |

| N. |                   | Ruolo | Calciatore          |
| -- | ----------------- | ----- | ------------------- |
|    | Italia (bandiera) | A     | Luciano Mazzola     |
|    | Italia (bandiera) | D     | Felice Montagna     |
|    | Italia (bandiera) | A     | Angelo Mulazzi      |
|    | Italia (bandiera) | P     | Michele Pallavicini |
|    | Italia (bandiera) | A     | Angelo Palo         |
|    | Italia (bandiera) | A     | Ermes Passi         |
|    | Italia (bandiera) | A     | Erminio Piccinini   |
|    | Italia (bandiera) | A     | Augusto Ravetta     |
|    | Italia (bandiera) | A     | Domenico Sala       |
|    | Italia (bandiera) | D     | Italo Santambrogio  |
|    | Italia (bandiera) | A     | Argo Scolari        |
|    | Italia (bandiera) | C     | Primo Tarenzi       |
|    | Italia (bandiera) | A     | Giuseppe Tinelli    |
|    | Italia (bandiera) | D     | Edgardo Varini      |
|    | Italia (bandiera) | D     | Riccardo Vercesi    |
|    | Italia (bandiera) | D     | Cesare Zanaboni     |

## Risultati

### Girone di andata
| Arbitro: | Magnoni (Milano) |

|  |           |                                          |
|  | Marcatori | 33’ Romitti 43’ Marmiroli 51’ Bulgarelli |

| Arbitro: | Nerozzi (Verona) |

|               |           |  |
| Caldirola 34’ | Marcatori |  |

| Arbitro: | Buratti (Milano) |

|  |           |                            |
|  | Marcatori | 35’ Mantovani 63’ Mariotti |

| Arbitro: | Cicardi (Lecco) |

|             |           |             |
| Scolari 44’ | Marcatori | 51’ Fabbris |

| Arbitro: | Ferrari (Vicenza) |

|                                              |           |                      |
| Bizzozzero 29’, 65’ Giovenzana 43’, 58’, 82’ | Marcatori | 88’ (rig.) Barbaglia |

| Arbitro: | Mazzoli (Genova) |

|                |           |           |
| Camisaschi 89’ | Marcatori | 55’ Marin |

| Arbitro: | Chiti (Desenzano del Garda) |

|                                                |           |  |
| Scapini 7’, 37’ Sternieri 45’ Scapini 66’, 76’ | Marcatori |  |

| Arbitro: | Pedri (Luino) |

|                  |           |                         |
| Passi 44’ (rig.) | Marcatori | 28’ Aliprandi 74’ Mazza |

| Arbitro: | Pedri (Luino) |

|                    |           |  |
| Magni 11’ Fusi 20’ | Marcatori |  |

| Arbitro: | Mondani (Milano) |

|                |           |                                          |
| Camisaschi 44’ | Marcatori | 69’, 82’ (rig.) Favalli 86’ Giustacchini |

| Arbitro: | Caprioli (Milano) |

|                |           |             |
| Borghi 8’, 33’ | Marcatori | 40’ Buratti |

| Arbitro: | Motta (Milano) |

|                                                 |           |            |
| Passi 48’ Scolari 58’ Barbaglia 67’ Ravetta 71’ | Marcatori | 34’ Melato |

| Arbitro: | Cavari (Milano) |

|                              |           |  |
| Spada 2’, 30’, 38’ Bacis 84’ | Marcatori |  |

| Arbitro: | Di Pasquale (Varese) |

|                                              |           |                                                   |
| Ravetta 72’ Cavasonza 75’ (aut.) Scolari 90’ | Marcatori | 18’, 26’ Degara 23’, 40’ Lombatti 70’, 74’ Degara |

| Arbitro: | Massironi (Milano) |

|                                                             |           |  |
| Rossi 25’ Arcari III 48’ Barsanti 62’, 67’, 77’ Moretti 75’ | Marcatori |  |

### Girone di ritorno
| Arbitro: | Quarantini (Genova) |

|                                          |           |             |
| Romitti 33’, 53’ Marmiroli 51’, 75’, 87’ | Marcatori | 45’ Bianchi |

| Arbitro: | Codeluppi (Lodi) |

|                    |           |                        |
| Angelo Lauri I 58’ | Marcatori | 3’ Pintossi 40’ Foglia |

| Arbitro: | Tassini (Verona) |

|                     |           |                   |
| Frattini 69’ (rig.) | Marcatori | 7’ (rig.) Buratti |

| Arbitro: | Rossi (Milano) |

|             |           |              |
| Pedrani 82’ | Marcatori | 50’ Cornalba |

| Arbitro: | Gorla (Lodi) |

|                                |           |              |
| Scolari 49’ Angelo Lauri I 78’ | Marcatori | 1’ Meneghini |

| Arbitro: | Loda (Brescia) |

|                      |           |  |
| Misani 56’, 64’, 71’ | Marcatori |  |

| Arbitro: | Buratti (Milano) |

|                                        |           |                          |
| Buratti 51’ Franco Lauri II 63’ (rig.) | Marcatori | 44’ Chiaruttini 88’ Dora |

| Arbitro: | Mondani (Milano) |

|                                                          |           |             |
| Bellinzona 27’ (aut.) Mazza 33’, 38’ Mazza 49’, 63’, 86’ | Marcatori | 41’ Mulazzi |

| Arbitro: | Franchi (Milano) |

|  |           |                  |
|  | Marcatori | 47’, 85’ Bigatti |

| Arbitro: | Nerozzi (Verona) |

|                                           |           |             |
| Montagna 20’ (aut.) Lanfranchi 25’ (aut.) | Marcatori | 48’ Bianchi |

| Arbitro: | Rossi (Milano) |

|                         |           |                       |
| Ravetta 25’ Bianchi 88’ | Marcatori | 46’ Borghi 64’ Grassi |

| Arbitro: | Quarantini (Genova) |

|                                                         |           |             |
| Cecconi 4’ Tavellin 26’, 55’, 82’ Riccardi 38’ Corà 67’ | Marcatori | 76’ Ravetta |

| Arbitro: | Brassi (Pavia) |

|                                 |           |          |
| Franco Lauri II 11’ Ravetta 40’ | Marcatori | 4’ Guidi |

| Arbitro: | Magnoni (Milano) |

|                                             |           |            |
| Porcelli 42’, 44’, 68’ Degara 53’, 72’, 77’ | Marcatori | 54’ Del Bo |

| Arbitro: | Di Pasquale (Varese) |

|  |           |                                  |
|  | Marcatori | 26’, 78’ Rossi 44’, 82’ Barsanti |